# 金州 (陕西省)
金州，西魏到明朝在今陕西省安康市设置的州。
西魏废帝三年（554年）改东梁州置金州。治所在西城县（后来改名吉安县、金川县，今陕西省安康市）。唐朝至德二载（757年）改安康郡置汉南郡。乾元元年（758年），改置金州。下辖今陕西省石泉县以东、旬阳县以西的汉水流域）。唐朝末年一度设置金商节度使。南宋王彦和金朝撒离喝大战在金州，产漆为世所珍，号称金漆。明神宗万历十一年（1583年），金州改为兴安州。
| 隋代行政区划变遷 | 隋代行政区划变遷 | 隋代行政区划变遷 | 隋代行政区划变遷 | 隋代行政区划变遷 | 隋代行政区划变遷 | 隋代行政区划变遷 | 隋代行政区划变遷 | 隋代行政区划变遷 | 隋代行政区划变遷                          | 隋代行政区划变遷 |
| 区划             | 開皇元年         | 開皇元年         | 開皇元年         | 開皇元年         | 開皇元年         | 開皇元年         | 開皇元年         | 区划             | 大業3年                                   |                  |
| ---------------- | ---------------- | ---------------- | ---------------- | ---------------- | ---------------- | ---------------- | ---------------- | ---------------- | ----------------------------------------- | ---------------- |
| 州               | 金州             | 金州             | 金州             | 直州             | 直州             | 直州             | 上州             | 郡               | 西城郡                                    |                  |
| 郡               | 魏興郡           | 吉安郡           | 洵陽郡           | 安康郡           | 忠誠郡           | 金城郡           | 上甲郡           | 县               | 金川县 洵陽县 寧都县 石泉县 黄土县 丰利县 |                  |
| 县               | 西城县           | 吉安县           | 洵陽县           | 寧都县           | 石泉县 魏寧县    | 直城县           | 黄土县 丰利县    | 县               | 金川县 洵陽县 寧都县 石泉县 黄土县 丰利县 |                  |

| 唐朝金州辖县 | 唐朝金州辖县                                                                     |
| ------------ | -------------------------------------------------------------------------------- |
| 618年        | 西城县、石泉县今陕西省石泉县城关镇（增平利县，洵阳县改属洵州、安康县改属西安州） |
| 624年        | 西城县、石泉县、平利县（洵阳县、洵城县、驴川县来属）                             |
| 625年        | 西城县、石泉县、平利县、洵阳县、洵城县、驴川县                                   |
| 627年        | 西城县、石泉县、平利县、洵阳县、洵城县、驴川县（安康县来属）                     |
| 628年        | 西城县、石泉县、平利县、洵阳县、洵城县、安康县（废除驴川县）                     |
| 634年        | 西城县、石泉县、平利县、洵阳县、安康县（黄土县来属，废除洵城县）                 |
| 698年        | 西城县、石泉县（改名武安县）、平利县、洵阳县、安康县、黄土县                     |
| 705年        | 西城县、武安县（改名石泉县）、平利县、洵阳县、安康县、黄土县                     |
| 742年        | 西城县、石泉县、平利县、洵阳县、安康县、黄土县（改名淯阳县）                     |
| 757年        | 西城县、石泉县、平利县、洵阳县、安康县（改名汉阴县）、淯阳县                     |
| 771年        | 西城县、洵阳县、汉阴县（废除石泉县、平利县、淯阳县）                             |
| 785年        | 西城县、洵阳县、汉阴县（重设石泉县）                                             |
| 821年        | 西城县、洵阳县、汉阴县、石泉县（重设平利县、淯阳县）                             |

## 刺史
| 唐朝金州刺史 - 达奚某（武德年间） - 乙弗武（贞观年间） - 李元亨（628年—632年） - 杨令本（贞观年间） - 段志玄（637年—638年） - 李元婴（641年—652年） - 李元祥（652年—655年） - 卢贞松（唐高宗时） - 封言道（663年—665年） - 弓志弘（唐高宗时） - 卢元哲（唐高宗时） - 韩偕（677年） - 李绪（688年） - 卢照己（719年） - 李成裕（727年） - 郑博雅（728年—729年） - 李行正（开元年间） - 云遂（开元年间） - 樊弘（开元年间） - 郑曔（开元年间） - 薛绘（开元年间） - 张九皋（737年） - 安康郡太守 - 汉阴郡太守 | - 左振（761年） - 郑伯邕（唐代宗前期） - 高弘谅（769年） - 孙道平（777年） - 卢愖（大历、建中年间） - 李融（兴元初年） - 姜公辅（785年） - 李纵（788年—790年） - 郑贾（795年—796年） - 郑太穆（贞元年间） - 韦士勋（805年） - 张仲方（808年） - 元积（810年） - 裴瑾（元和年间） - 李正辞（816年） - 窦易直（817年—818年） - 郑朝（元和年间） - 李甑（821年） - 殷彪（821年—823年） - 姚合（833年—834年） - 李泾（唐文宗时） - 李弘庆（839年） - 韦识（839年—840年） - 姚弘庆（开成末年） - 张知实（846年—849年） - 牛蔚（大中年间） | - 崔彦冲（咸通年间） - 牛循（875年） - 束乡励（876年） - 崔某（880年） - 晋晖（885年，未任） - 杨守亮（886年—887年） - 杨守宗（887年） - 卢某（光启年间） - 李继臻（893年） - 冯行袭（乾宁初年—905年） - 韩恭（902年，未任） - 王宗朗（905年） - 冯行袭（905年） - 冯恭（905年） - 王宗朗（906年—907年） - 苻迁敌 - 郑休远 - 林嵩 |  |